# Wałerij Słatenko
Wałerij Anatolijowycz Słatenko, ukr. Валерій Анатолійович Слатенко, ros. Валерий Анатольевич Слатенко, Walerij Anatoljewicz Słatienko (ur. 23 marca 1947, Ukraińska SRR, zm. 10 września 2024) – ukraiński trener piłkarski.

## Kariera trenerska
Najpierw trenował zakładową drużynę Krystał Chersoń. W grudniu 1975 główna miejska drużyna Łokomotyw została przekazana zakładowi i trener pełnił tymczasowo funkcje głównego trenera Krystału Chersoń. Po zatwierdzeniu Jewhena Łemeszka na stanowisko głównego trenera klubu w marcu 1976 objął stanowisko dyrektora technicznego Krystału. Od lata 1979 do sierpnia 1980 ponownie prowadził Krystał Chersoń.